# Crête des Sept Hommes
La crête des Sept Hommes (en catalan : pic dels Set Homes, parfois pic de Sethomes) est une crête située dans le massif du Canigou, dans l'extrême Est des Pyrénées.

## Toponymie et légende
Selon la légende, la crête des Sept Hommes devrait son nom à sept géants qui s'y seraient réfugiés pour y ourdir un complot afin de devenir maîtres du monde. Pour parvenir à leurs fins, ils devaient se servir de treize vents afin de détrôner Dieu. À proximité du pic des Sept Hommes se trouve un pic dels Tres Vents (« pic des Trois Vents », qui serait une déformation de l'expression catalane signifiant « pic des Treize Vents »). Dieu, les ayant démasqués, les aurait pétrifiés.
Une autre version indique que les sept géants en question étaient Roland, le neveu de Charlemagne, qui, aidé des six autres géants, aurait libéré la Catalogne des Maures. Après leurs victoires, les sept hommes se seraient réunis au sommet de cette montagne pour se partager la Catalogne. Trouvant ce pays magnifique, ils ne purent se mettre d'accord, se disputèrent violemment et Dieu, pour les punir de leur égoïsme, les pétrifia.

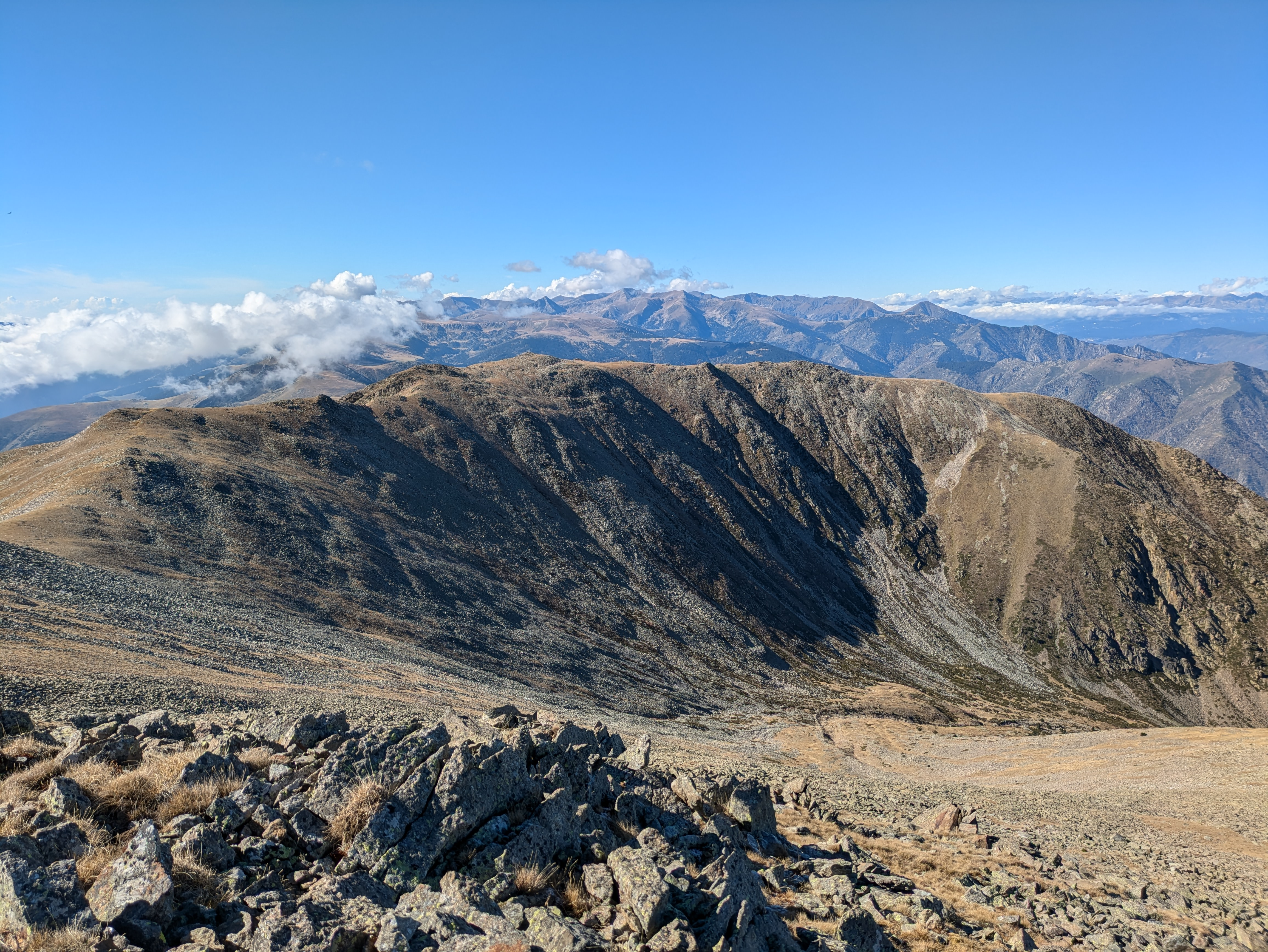
Crête des Sept Hommes, côté nord, depuis Puig Rojà.